# الدفع المشترك
هي مبلغ ثابت مقابل خدمة مغطاة، يدفعه المريض لمقدم الخدمة قبل تلقي الخدمة. يمكن تحديدها في بوليصة تأمين ودفعها من قبل شخص مؤمن عليه في كل مرة يتم فيها الوصول إلى خدمة طبية. إنه من الناحية الفنية شكل من أشكال التأمين المشترك، ولكن يتم تعريفه بشكل مختلف في التأمين الصحي حيث يكون التأمين المشترك عبارة عن دفعة مئوية بعد الخصم حتى حد معين. يجب أن تُدفع قبل أن تدفع شركة التأمين أي منفعة بوليصة. لا تساهم المدفوعات المشتركة عادةً في أي حد أقصى للسياسة في حين أن مدفوعات التأمين المشترك تفعل ذلك.
تستخدم شركات التأمين المدفوعات المشتركة لمشاركة تكاليف الرعاية الصحية لمنع المخاطر الأخلاقية. قد يكون جزءًا صغيرًا من التكلفة الفعلية للخدمة الطبية ولكنه يهدف إلى ردع الأشخاص عن التماس الرعاية الطبية التي قد لا تكون ضرورية (على سبيل المثال، الإصابة بنزلات البرد). في الأنظمة الصحية التي تقل أسعارها عن مستوى المقاصة في السوق والتي تعمل فيها قوائم الانتظار كأدوات تقنين، يمكن أن يعمل الدفع المشترك على تقليل تكلفة الرفاهية لقوائم الانتظار.
ومع ذلك، قد يثني الدفع المشترك أيضًا الأشخاص عن السعي للحصول على الرعاية الطبية اللازمة وقد تؤدي عمليات المشاركة المرتفعة إلى عدم استخدام الخدمات الطبية الأساسية والوصفات الطبية، مما يجعل الشخص المؤمن عليه بالفعل غير مؤمن عليه لأنه غير قادر على دفع أقساط أكبر. وبالتالي، هناك توازن يجب تحقيقه: مشاركة عالية بما يكفي لردع النفقات غير الضرورية ولكن منخفضة بما يكفي لعدم جعل التأمين عديم الفائدة.

## ألمانيا
أدخل نظام الرعاية الصحية الألماني المدفوعات المشتركة في أواخر التسعينيات في محاولة لمنع الإفراط في الاستخدام والتحكم في التكاليف. على سبيل المثال ، يدفع الأعضاء المؤمن عليهم من تيكنكر كركرنكاس الذين تزيد أعمارهم عن 18 عامًا تكاليف المدفوعات المشتركة لبعض الأدوية والتدابير العلاجية والأجهزة مثل العلاج الطبيعي وأجهزة السمع حتى حد 2٪ من الدخل الإجمالي السنوي للأسرة. بالنسبة للمرضى المصابين بأمراض مزمنة ، فإن حد الدفع المشترك هو 1٪ بما في ذلك أي شخص معال يعيش في منزله. انخفض متوسط مدة الإقامة في المستشفى في ألمانيا في السنوات الأخيرة من 14 يومًا إلى 9 أيام ، ولا يزال أطول بكثير من متوسط الإقامة في الولايات المتحدة (من 5 إلى 6 أيام). يرجع هذا الاختلاف جزئيًا إلى حقيقة أن سداد تكاليف المستشفى يعتمد بشكل أساسي على عدد أيام المستشفى بدلاً من الإجراءات أو تشخيص المريض. زادت تكاليف الأدوية بشكل كبير ، حيث ارتفعت بنسبة 60٪ تقريبًا من عام 1991 حتى عام 2005. وعلى الرغم من محاولات احتواء التكاليف ، فقد ارتفع إجمالي نفقات الرعاية الصحية إلى 10.7٪ من الناتج المحلي الإجمالي في عام 2005 ، مقارنةً بدول أوروبا الغربية الأخرى ، ولكنها أقل بكثير من تلك التي تم إنفاقها في الولايات المتحدة (قرابة 16٪ من الناتج المحلي الإجمالي). ومع ذلك، بعد أن أظهرت الدراسات البحثية التي أجراها معهد أبحاث مستقبل العمل أن نظام الدفع المشترك غير فعال في تقليل زيارات الأطباء، فقد تم التصويت عليه من قبل البوندستاغ في عام 2012.

## الدواء الموصوف
تحدد بعض شركات التأمين نسبة المشاركة في الأدوية غير الجنيسة أعلى من نسبة الأدوية الجنيسة. في بعض الأحيان، إذا خفض عقار غير عام في شركات التأمين على الأسعار، فستوافق على تصنيفه كعقار عام لأغراض الدفع المشترك (كما حدث مع عقار سيمفاستاتين). شركات الأدوية لديها قفل طويل الأمد (غالبًا 20 عامًا أو أكثر) على عقار كدواء يحمل علامة تجارية لا يمكن إنتاجه كدواء عام لأسباب تتعلق ببراءات الاختراع. ومع ذلك، استنفذ الكثير من هذا الوقت خلال البحوث قبل السريرية والبحوث السريرية.
للتخفيف من تكاليف المشاركة المرتفعة للأدوية التي تحمل علامات تجارية، تقدم بعض شركات الأدوية قسائم الأدوية أو برامج تخفيض المشاركة المدعومة المؤقتة التي تستمر من شهرين إلى اثني عشر شهرًا. بعد ذلك، إذا كان المريض لا يزال يأخذ الدواء الذي يحمل اسم العلامة التجارية، فقد تزيل شركات الأدوية الخيار وتتطلب مدفوعات كاملة. في حالة عدم توفر دواء مشابه، يُحبس المريض إما لاستخدام الدواء مع مشاركة كبيرة، أو لا يأخذ المريض أي عقاقير ويعيش مع عواقب عدم العلاج.

## التأثيرات المرصودة
كما ارتبطت المدفوعات المشتركة للأدوية بانخفاض استخدام الأدوية الضرورية والمناسبة للحالات المزمنة مثل قصور القلب المزمن ومرض الانسداد الرئوي المزمن وسرطان الثدي والربو. في التحليل التلوي لعام 2007، خلص باحثو مؤسسة تجربة منضبطة معشاة إلى أن المدفوعات المشتركة المرتفعة مرتبطة بمعدلات أقل من العلاج بالعقاقير، والالتزام الأسوأ بين المستخدمين الحاليين، وتكرار التوقف عن العلاج.